# Ioan Tănăsescu (chirurg)
Ioan Tănăsescu (ortografiat și Ion Tănăsescu) (n. 1 septembrie 1875, Fălticeni județul Baia – d. 25 ianuarie 1954, București) a fost un medic chirurg, profesor universitar la Facultatea de Medicină din Iași, decan al Facultății de Medicină între anii 1930-1935, rector al Universității din Iași între 1938-1940 și unul din reprezentanții de seamă ai școlii de chirurgie ieșene.

## Biografie
Ioan Tănăsescu a urmat școala primară și primele clase de liceu la Fălticeni. Termină liceul la Institutele Unite din Iași, obținând bacalaureatul în 1896. Între 1896 și 1902 urmează studii de medicină la Facultatea de Medicină din Iași, obținând titlul de „Doctor în medicină și chirurgie” în 1902 cu teza „Considerațiuni generale asupra hidrocelului și tratamentul său”.
Cariera universitară a început-o în 1899 ca asistent la Laboratorului de Anatomie descriptivă al Facultății de Medicină din Iași. În anul 1908, după ce câțiva ani vizitase sau a lucrase în diverse spitale și institute de anatomie din Europa (Paris, Berlin, Nancy, Bordeaux, Londra, Bruxelles), a fost numit asistent la Clinica Chirurgicală a Spitalului „Sf. Spiridon” din Iași, clinică condusă de profesorul Leon Scully. În 1909 a fost numit profesor agregat provizor la catedra de Anatomie descriptivă, devenind profesor titular la aceeași catedră în 1913, iar în 1918, în urma plecării profesorului Ernest Juvara la București, a fost numit profesor titular de Anatomie topografică și clinică chirurgicală, post pe care l-a ocupat până la pensionare, în 1940.
Ioan Tănăsescu a fost decan al Facultății de Medicină între anii 1930-1935 și rector al Universității din Iași între 1938-1940. A fost prim epitrop al Epitropiei Casei Spitalelor „Sf. Spiridon” din Iași timp de un an și senator al Universității din Iași timp de un mandat (doi ani).

## Societăți savante
Ioan Tănăsescu a fost membru titular al Academiei de Medicină din București, membru asociat al Academiei de Chirurgie din Paris și membru al Societății de Medici și Naturaliști din Iași.

## Ordine și decorații
Profesorul Tănăsescu a efectuat serviciul militar între anii 1902-1903 la Regimentul 7 Roșiori. A participat ca medic militar la campaniile din al Doilea Război Balcanic (1913) și Primul Război Mondial (1916-1918). A fost avansat până la gradul de colonel de rezervă și a fost decorat cu următoarele ordine și medalii române:
- Medalia Avântul Țării;
- Crucea Comemorativă a Războiului 1916-1917;
- Semnul Onorific "Vulturul României" în grad de cavaler;
- Răsplata Muncii pentru 15 ani de serviciu.

## In memoriam
Clinica a I-a Chirurgie a Spitalului „Sf. Spiridon” din Iași poartă numele a doi mari profesori și șefi de școală: Ioan Tănăsescu și Vladimir Buțureanu.